# Isabella Cecil, Marquesa de Exeter
Isabella Cecil (nascida Isabella Frances Selina Poyntz; 6 de março de 1803 — 6 de março de 1879) foi uma nobre britânica. Ela foi marquesa de Exeter pelo seu casamento com Brownlow Cecil, 2.° Marquês de Exeter.

## Família
Isabella foi a terceira filha e quarta criança nascida de William Stephen Poyntz, membro do Parlamento da Câmara dos Comuns e da honorável Elizabeth Mary Browne. Os seus avós paternos eram William Poyntz e Isabella Courtenay. Os seus avós maternos eram Anthony Joseph Browne, 7.° Visconde Montagu e FrancesMackworth. 
Ela teve quatro irmãos, que eram: Frances Selina Isabella, foi primeiro esposa de Robert Cotton St. John Trefusis, 18.° Barão Clinton, e depois de Sir Horace Beauchamp Seymour, também foi Senhora da Câmara da rainha Adalaide; Georgiana Elizabeth, esposa de Frederick Spencer, 4.º Conde Spencer; William e Courtenay John, que morreram afogados.

## Biografia
Ela foi criada na residência de seus pais, em Cowdray Park, em West Sussex, onde teve aulas de piano quando jovem.
Isabella possuía uma extensa coleção de músicas de piano, algumas das quais foram compradas no exterior, provavelmente quando ela estava estudando durante seu "Grand Tour". No dia 16 de março de 1816, ela esteve em Florença, onde adquiriu várias obres de Mozart e Beethoven. Além disso, a jovem de apenas 13 anos, compilou manuscritos de antologias de música na forma de coleção de valsas e danças.
Aos 21 anos, Isabella casou-se com o marquês Bronwnlow Cecil, de 28 anos, no dia 12 de maio de 1824. Ele era filho de Henry Cecil, 1.° Marquês de Exeter e de sua segunda esposa, Sarah Hoggins.
O casal teve seis filhos, quatro meninos e duas meninas. Seu marido faleceu aos 71 anos, em 16 de janeiro de 1867.
Uma coleção de canções e músicas de piano de autoria de Elizabeth Masson, foi dedicada à Marquesa de Exeter.
Isabella faleceu no dia de seu aniversário de 76 anos de idade, em 6 de março de 1879. Ela foi sepultada ao lado do marido na Igreja de St. Martin, em Lincolnshire.

## Descendência
- Mary Frances Cecil (m. 29 de julho de 1917), foi esposa de Dudley Ryder, 3.° Conde de Harrowby, mas não teve filhos;
- William Cecil, 3.° Marquês de Exeter (30 de abril de 1825 – 14 de julho de 1895), sucessor do pai. Foi casado com Georgina Sophia Pakenham, com quem teve nove filhos;
- Brownlow Thomas Montagu Cecil (27 de fevereiro de 1827 – 22 de maio de 1905), foi coronel dos Guardas Escocesas. Foi primeiramente marido de Charlotte Alexandrina Mabell Curry, e depois foi casado com Stella Randall. Sem descendência;
- Edward Cecil (1834 – 1862);
- Adelbert Percy Cecil (1841 – 1889), membro dos Irmãos de Plymouth. Não se casou;
- Victoria Cecil (6 de novembro de 1843 – 22 de fevereiro de 1932), foi esposa de William Charles Evans-Freke, 8.° Barão Carbery, com quem teve três filhos;